# Theo Bair
Theo Bair (Ottawa, 27 de agosto de 1999) es un futbolista canadiense que juega en la demarcación de delantero para el A. J. Auxerre de la Ligue 1.

## Selección nacional
Tras jugar con la selección de fútbol sub-20 de Canadá, la sub-21 y la sub-23, finalmente el 7 de enero de 2020 debutó con la selección absoluta en un encuentro amistoso contra Barbados que finalizó con un resultado de 4-1 a favor del combinado canadiense tras el gol de Armando Lashley para Barbados, y de Tosaint Ricketts, Jonathan Osorio, Tesho Akindele y otro del propio Bair para el combinado canadiense.

### Participaciones en Copas América
| Torneo            | Sede           | Resultado     | Partidos | Goles |
| ----------------- | -------------- | ------------- | -------- | ----- |
| Copa América 2024 | Estados Unidos | Cuarto puesto | 1        | 0     |

### Goles internacionales
| # | Fecha              | Estadio                                             | Oponente | Gol | Resultado | Competición |
| - | ------------------ | --------------------------------------------------- | -------- | --- | --------- | ----------- |
| 1 | 7 de enero de 2020 | Championship Soccer Stadium, Irvine, Estados Unidos | Barbados | 4-1 | 4-1       | Amistoso    |

## Clubes
| Club                     | País    | Año       | Partidos | Goles |
| ------------------------ | ------- | --------- | -------- | ----- |
| Vancouver Whitecaps FC   | Canadá  | 2019-2021 | 42       | 3     |
| Hamarkameratene (cedido) | Noruega | 2021      | 18       | 4     |
| St. Johnstone F. C.      | Escocia | 2022-2023 | 38       | 1     |
| Motherwell F. C.         | Escocia | 2023-2024 | 41       | 15    |
| A. J. Auxerre            | Francia | 2024-     | 30       | 2     |